# Nils Petter Wallmark
Nils Petter Wallmark, född 30 juli 1830 i Selångers församling, Västernorrlands län, död 10 januari 1910 i Sundsvall (folkbokförd i Selångers församling), var en svensk hemmansägare och riksdagsman.
Wallmark var hemmansägare i Selånger. Han var riksdagsman i andra kammaren. Wallmark är begravd på Selångers kyrkogård.